# مدينة دورهام (دائرة انتخابية في المملكة المتحدة)
دورهام، مدينة  (بالإنجليزية: Durham, City of)‏ هي إحدى الدوائر الانتخابية في المملكة المتحدة الممثلة في مجلس العموم في برلمان المملكة المتحدة.
عضو البرلمان الذي يمثلها حالياً هو :Dr Roberta Blackman-Woods (Lab).